# Quiché FC
Club Deportivo Quiché FC – gwatemalski klub piłkarski z siedzibą w mieście Santa Cruz del Quiché, stolicy departamentu Quiché. Występuje w rozgrywkach Primera División. Domowe mecze rozgrywa na obiekcie Estadio Municipal de Santa Cruz del Quiché.

## Historia
Klub został założone w 1956 roku. W latach 1959–1962 po raz pierwszy i jedyny grał w najwyższej klasie rozgrywkowej. Później przez długi czas występował w niższych ligach gwatemalskich. W 2018 roku po wielu latach nieobecności awansował z powrotem do drugiej ligi. Tam szybko dał się poznać jako zespół bardzo mocno wspierany przez lokalnych kibiców – miał jedne z najwyższych wpływów z dnia meczowego wśród wszystkich klubów w kraju.
W maju 2019 Quiché dotarł do finału drugiej ligi gwatemalskiej, gdzie w pierwszym meczu wygrał z Mixco (3:1). Przed rewanżem został jednak zdyskwalifikowany przez Gwatemalski Związek Piłki Nożnej za wystawienie w jednym z wcześniejszych spotkań dwóch piłkarzy pod innymi niż rzeczywiste nazwiskami, a rywalowi przyznano walkowera. W sierpniu 2020 klub podpisał umowę o współpracy ekonomicznej i sportowej z występującą w pierwszej lidze Antiguą GFC, na której mocy Antigua zaczęła wypożyczać do Quiché swoich młodych piłkarzy.

## Trenerzy
- Ángel Orellana (2016)[5]
- Henry Barrientos (2018)[1]
- Iván León (2018–2019)[6]
- Héctor Julián Trujillo (2019)[7]
- Carlos Romero (2020)[8]
- Edwin Vásquez (2020)[4]
- Carlos Ruiz (2020)[4]
- Francisco Melgar (2021–2022)[9]
- Marvin Hernández (2022)
- Roberto Gamarra (od 2023)